# Excirolana hirsuticauda
Excirolana hirsuticauda är en kräftdjursart som beskrevs av Menzies 1962. Excirolana hirsuticauda ingår i släktet Excirolana och familjen Cirolanidae. Inga underarter finns listade i Catalogue of Life.